# Hydroporus obscurus
Hydroporus obscurus es una especie de escarabajo del género Hydroporus, familia Dytiscidae. Fue descrita científicamente por Sturm en 1835.
Esta especie se encuentra en Europa, Asia del Norte (excepto China) y América del Norte.